# Népesség
A népesség az emberek összessége, akik egy területen élnek. 

## Népességadatok
A népességadatok között megkülönböztetendő a jelenlévő, az állandó és a lakónépesség fogalma. A modern népszámlálás a nemzetközileg elfogadott népszámlálási módszertanban, ami a 20. század folyamán alakult ki, egységesen ez utóbbit fogadja el tényleges népességnek. Ennek megfelelően a lakosság szó gyakran a népesség szinonimájaként jelenik meg.
Számadatainak változását hivatalosan  népmozgalom néven foglalják össze. A népmozgalmi statisztikai adatok a népesség változását alapvetően befolyásoló tényezőkről (születések, halálozások, házasságkötések, bejegyzett élettársi kapcsolatok és válások, valamint belföldi és a nemzetközi vándorlások) és azok alakulásáról nyújtanak információt.
A népszámlálások között (ahhoz hasonlóan egy adott időpontra) a népesség számára és összetételére vonatkozóan a népmozgalmi statisztikák (születések száma, halálozások száma, oda- és elvándorlás országon belül, illetve országhatárt átlépő vándorlás) továbbvezetésével (továbbszámításával) nyerhető információ. A népesség létszámáról, nemi és életkor szerinti összetételéről kapható évenkénti információ, amit a népszámlálások évében, az azok adataiból kapott számokkal korrigálnak, mivel az tekintendő bázisnak. Adatait évente úgy nyerik, hogy az év végi népességszámot a születések számával növelik, a halálozások számával csökkentik, és a nemzetközi vándorlási egyenleggel módosítják. Míg a népszámlálás a tényleges lakónépességről, a továbbvezetett népesség a bejelentett lakónépességről nyújt információt. Az idősorok továbbvezetését gyakorta megnehezíti és problémákat okoz a társadalomtudományi kutatók számára a népszámlálások változó módszertana.
Magyarországon 1876 óta van minden népmozgalmi eseményre kiterjedő statisztikai megfigyelés. Ettől az időponttól kezdve évente történik a népesség továbbszámítása.
Az év közben történt folyamatokat, változásokat bemutató arányszámokat általában az évközepi népességhez viszonyítják. Ezt az év eleji és az év végi (gyakorlatban a következő év január 1-jei) népességszám számtani átlaga adja. Általános gyakorlat, hogy amikor népszámlálási évek arányszámait vetik egybe, a népszámlálási népességet tekintik évközepi népességnek, az arányszám számlálójában pedig ennek megfelelően két év népmozgalmának az átlaga szerepel.
Előreszámításokat az Egyesült Nemzetek Szövetségének Népesedési Osztálya és az Eurostat is végez, előbbi ajánlása szerint kohorsz-komponens (alkotóelem) módszerrel. Ezek a népesség helyzetéből, a népesedési folyamatokból levonható következtetések alapján a jövő népességének és népesedésének perspektíváit, várható alakulását próbálják meghatározni.